# Lassaad Abdelli
Lassaad Abdelli (* 18. September 1960; auch Lassad Abdelli) ist ein ehemaliger tunesischer Fußballspieler.

## Laufbahn
Von 1980 bis 1986 stand Abdelli beim Club Africain Tunis unter Vertrag. Ab 1986 spielte er drei Jahre in Europa, davon zwei in Belgien bei Berchem Sport und dem RFC Sérésien sowie eine Saison beim deutschen Zweitligisten Alemannia Aachen. Er galt als talentierter Angreifer.
Neben dem Vereinsfußball trat Abdelli für die tunesische Nationalmannschaft an. Unter anderem vertrat er sein Land in den Finalspielen um die Weltmeisterschaft 1990, in denen die Mannschaft an Kamerun scheiterte. Insgesamt bestritt er 32 Länderspiele und erzielte dabei drei Tore.